# 1-ブロモブタン
1-ブロモブタン（英語:1-bromobutane）は、化学式CH3(CH2)3Brで表される有機臭素化合物である。臭化n-ブチル、あるいは単純に臭化ブチルとも呼ばれる。通常は無色液体であるが、不純物を含むと黄色くなる。水には不溶であるが、多くの有機溶媒と混和する。有機合成において、n-ブチル基を導入する反応に利用されている。

## 合成法
1-ブロモブタンは、ブタノールを臭化水素酸で処理することにより得られる。
CH3(CH2)3OH  +  HBr   →   CH3(CH2)3Br  +  H2O

## 反応
他の第一級ハロゲン化アルキルと同様、SN2反応を起こす傾向にある。また、アルキル化試薬としてもしばしば利用されている。乾燥したジエチルエーテル中で屑状のマグネシウムと反応させることにより、グリニャール試薬が得られる。このグリニャール試薬はあらゆる基質に対してブチル基を導入する試薬として用いられる。
1-ブロモブタンはn-ブチルリチウムの前駆体である。
2 Li + C4H9Br  →  C4H9Li  +  LiBr
当反応に用いた金属リチウムには、1-3%のナトリウムが含まれている。1-ブロモブタンを前駆体として用いた場合、生成物は臭化リチウムとブチルリチウムが混在してクラスターを形成した、均一な溶液となる。